# Saint-Denis-en-Val
Saint-Denis-en-Val je francouzská obec v departementu Loiret v regionu Centre-Val de Loire. V roce 2012 zde žilo 7 149 obyvatel. Obec je součástí aglomerace města Orléans.

## Sousední obce
Chécy, Saint-Cyr-en-Val, Saint-Jean-de-Braye, Saint-Jean-le-Blanc, Sandillon

## Vývoj počtu obyvatel
Počet obyvatel